# Henk van Twillert
Henk van Twillert (* 1959) ist ein niederländischer Saxophonist, Singer-Songwriter und Musikpädagoge.
Van Twillert begann ab dem zehnten Lebensjahr eine Ausbildung als Klarinettist bei Henk Graaf, dem Soloklarinettisten des Rotterdams Philharmonisch Orkest. Drei Jahre später wurde er Saxophonschüler von Jacques Landa an der Musikschule von Amersfoort. Ab 1978 studierte er Saxophon bei Ed Bogaard am Conservatorium van Amsterdam. Daneben besuchte er Meisterklassen von Daniel Defayer (Frankreich), François Daneels (Belgien) und Iwan Roth (Schweiz).
1979 gründete er mit Bart Kok das Amsterdam Saxophone Quartet, das Konzertreisen mit Musikern wie Jaap van Zweden, Daniel Wayenberg und Han Bennink unternahm und u. a. bei der Eröffnung der Amsterdam Arena 1996 und beim Finalkonzert der Expo 98 in Lissabon auftrat. Ab 1993 nahm er mit dem Amsterdam Soloist Quintet mehrere CDs auf, darunter Tango, a homage to Astor Piazzolla (mit Sonja van Beek) und Homage to Heitor Villa-Lobos. 2001 spielte er eine Aufnahme der Cellosuiten von Johann Sebastian Bach auf dem Saxophon ein, 2002 nahm er Fadomusik mit dem Sänger Carlos da Carmo auf, und mit der lettischen Sängerin Inessa Galante entstand das Album Confesso.
Seit 1986 arbeitet van Twillert als Duo mit dem Pianisten Tjako van Schie zusammen. Beide traten u. a. in den Niederlanden, Portugal und auf den Niederländischen Antillen auf und legten 2011 das Dreifachalbum A Bag of Music vor.
Von 2009 bis 2011 lebte er in New York, wo er an seiner Dissertation arbeitete und mit dem Album New York als Singer-Songwriter und Bandleader debütierte. 2012 trat er mit de Carmo im Theater Carré in Amsterdam auf. Im Rahmen der 2012 von ihm gegründeten Konzertreihe Meet the artists gibt er mit Musikerkollegen in Amsterdam und Rotterdam.
Nachdem er 25 Jahre am Conservatorium van Amsterdam unterrichtet hatte, übernahm van Twillert eine Lehrtätigkeit an der Escola Superior de Música e Artes do Espetáculo in Portugal, und gründete dort Saxophonensemble wie das  Portuguese Saxophone Orchestra und Vento do Norte. Außerdem unterrichtet er regelmäßig in der Saxophonklasse des Jugendsinfonieorchesters Venezuela.

## Weblink
- Homepage von Henk van Twillert